# オムスク州

オムスク州
ロシア語: Омская область

オムスク州（オムスクしゅう、Омская область; Omsk Oblast）はロシア連邦の州（オーブラスチ）。州都はオムスク。シベリア連邦管区に属する。

## 地理
西シベリア平原の西南部に位置する。南にカザフスタンと国境を接する。ロシア連邦内では、西から北にチュメニ州、東にノヴォシビルスク州、トムスク州と隣り合う。南北の距離は約600km、東西には300km。
主要な河川はエルティシ川で、河川交通に利用されている。
大陸性の気候。1月の平均気温は-19度から-18度、7月の平均気温は+18度から+19度。年間降水量は300mmから400mm。

## 住民
住民の半分強が州都オムスクに集中している。2010年の国勢調査では、
- ロシア人 85.8%
- カザフ人 4.1%
- ウクライナ人 2.7%
- ドイツ人  2.6%

このうちドイツ人は、ドイツからヴォルガ川下流域に18世紀に入植し、第二次世界大戦で西シベリアや中央アジアへ追放された人々の子孫である。アルタイ地方やノヴォシビルスク州、ケメロヴォ州にも多いが、総数ではオムスク州に最も多い。

## 歴史
45,000年前の古人骨としてウスト・イシム人が発見されている。
一帯は、16世紀末にイェルマークによってロシアの支配下に組み込まれ、ロシア人の入植が始まった。1716年にオムスク市が建設される。
1934年12月7日に州が設置された。

## 標準時
この地域は、オムスク時間帯の標準時を使用している。時差はUTC+6時間で、夏時間はない。（2011年3月までは標準時がUTC+6で夏時間がUTC+7、同年3月から2014年10月までは通年UTC+7であった）